# بادی (سگ)
بادی (به انگلیسی: Buddy) متولد ۱۹۹۷، نام سگ رئیس‌جمهور ایالات متحده آمریکا، بیل کلینتون و همسرش هیلاری کلینتون بود.
این سگ لابرادر رتریور (گونه‌ای از سگ) در سال ۲۰۰۲ میلادی با یک اتومبیل تصادف کرد و جان باخت.
بیل کلینتون به افتخار عموی متوفی خود (که بادی نام داشت) این سگ را نام گذارد.